# Colonia Merou
Colonia Merou é uma junta de governo da província de Entre Ríos, na Argentina.